# Llista de gèneres de saltícids
Aquesta és la llista de gèneres de saltícids (Salticidae), amb la informació recollida fins a la data del 21 de desembre del 2006. Són 550 gèneres categoritzats en subfamílies seguint la proposta de Joel Hallan en el seu Biology Catalog. A la llista d'espècies, trobareu classificades les més de 5.000 existents fins al moment.

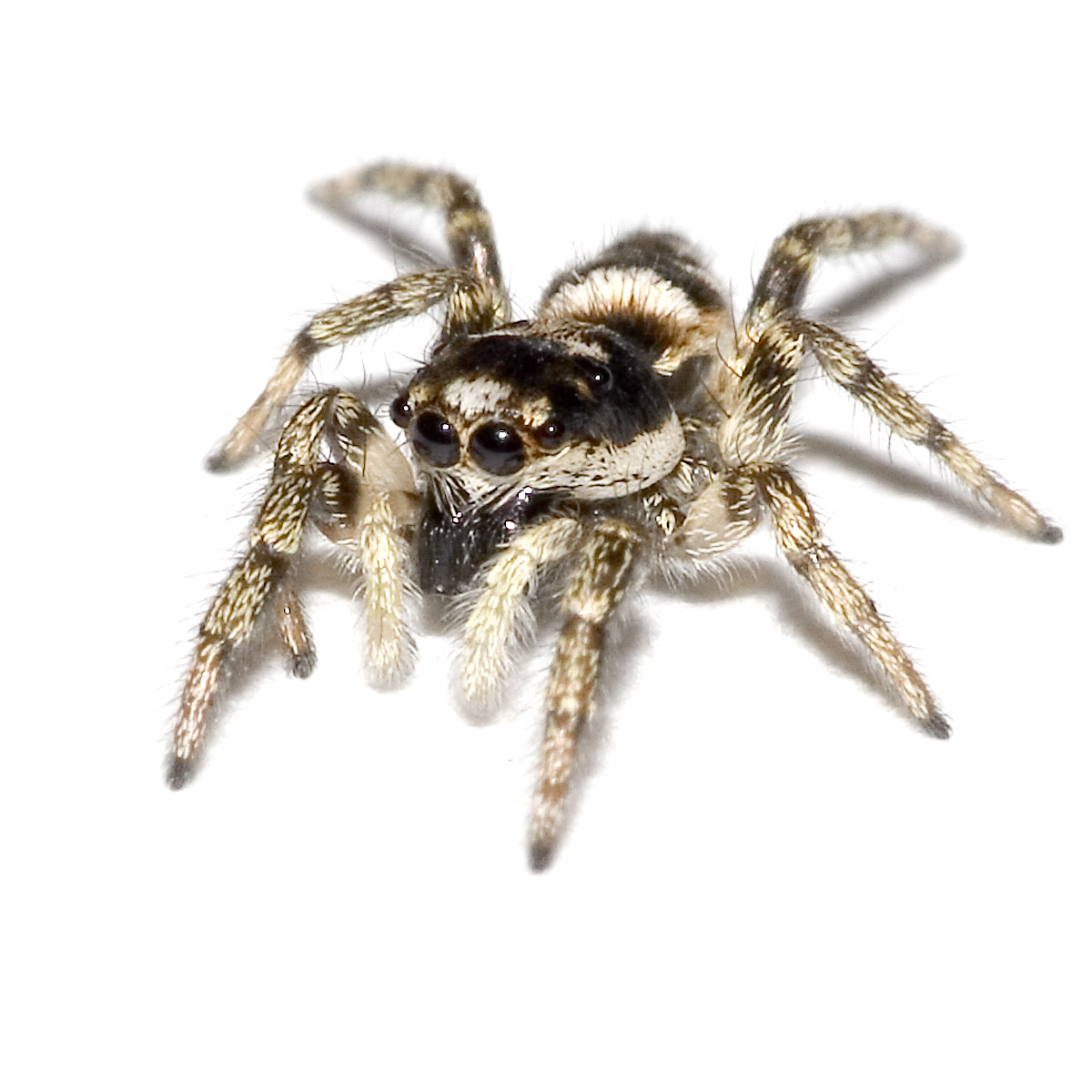
Salticus scenicus

## Aelurillinae
- Aelurillini

- Aelurillus Simon, 1884
- Àsianellus Logunov & Heciak, 1996
- Langelurillus Próchniewicz, 1994
- Langona Simon, 1901
- Microheros Wesolowska & Cumming, 1999
- Phlegra Simon, 1876
- Proszynskiana Logunov, 1996
- Rafalus Prószyn'ski, 1999
- Stenaelurillus Simon, 1885 (19 espècies, Sud-àfrica a la Xina)

- Flacillulini

- Afraflacilla Berli & Millot, 1941 (17 espècies, d'Àfrica i Orient Mitjà a Europa i Austràlia)
- Flacillula Strand, 1932 (6 espècies, Sud-est Àsia)

- Freyini

- Aphirape C. L. Koch, 1850
- Capidava Simon, 1902
- Chira Peckham & Peckham, 1896
- Edilemma Ruiz & Brescovit, 2006
- Eustiromastix Simon, 1902
- Freya C. L. Koch, 1850
- Frigga C. L. Koch, 1850
- Kalcerrytus Galiano, 2000
- Nycerella Galiano, 1982
- Pachomius Peckham & Peckham, 1896
- Phiale C. L. Koch, 1846
- Sumampattus Galiano, 1983
- Trydarssus Galiano, 1995
- Tullgrenella Mello-Leitão, 1941
- Uspachus Galiano, 1995
- Wedoquella Galiano, 1984

- Silerini

- Siler Simon, 1889 (8 espècies, Est d'Àsia)

## Agoriinae
- Agoriini

- Agorius Thorell, 1877 (7 espècies, Sud Àsia, Nova Guinea)

- Dioleniini

- Chalcolecta Simon, 1884 (3 espècies, Austràlia a Sulawesi)
- Diolenius Thorell, 1870 (11 espècies, Moluccas a Nova Guinea)
- Furculattus Balogh, 1980 (1 espècie, Nova Guinea, Nova Bretanya)
- Lystrocteisa Simon, 1884 (1 espècie, Nova Caledònia)
- Tarodes Pocock, 1899 (1 espècie, Nova Bretanya)

- Piliini

- Bristowia Reimoser, 1934 (2 espècies, Congo, Àsia)
- Pilia Simon, 1902 (3 espècies, Sud Àsia, Nova Guinea)

- incertae sedis

- Efate Berland, 1938 (3 espècies, Micronèsia, Fiji, Vanuatu, Samoa)
- Leptathamas Balogh, 1980 (1 espècie, Nova Guinea)
- Rarahu Berland, 1929 (1 espècie, Samoa)

## Amycinae
- Amicini

- Acragas Simon, 1900
- Albionella Chickering, 1946
- Amycus C. L. Koch, 1846
- Arnoliseus Braul, 2002
- Encolpius Simon, 1900
- Frespera Braul & Lise, 2002
- Hypaeus Simon, 1900
- Idastrandia Strand, 1929
- Letoia Simon, 1900
- Mago O. P.-Cambridge, 1882
- Noegus Simon, 1900
- Pseudamphidraus Caporiacco, 1947
- Vinnius Simon, 1902
- Wallaba Mello-Leitão, 1940

- Astiini

- Adoxotoma Simon, 1909
- Anaurus Simon, 1900
- ArÀsia Simon, 1901
- Aruana Strand, 1911
- Astia L. Koch, 1879
- Helpis Simon, 1901
- Jacksonoides Wanless, 1988
- Megaloastia Zabka, 1995
- Orthrus Simon, 1900
- Sondra Wanless, 1988
- Tara Peckham & Peckham, 1886
- Tauala Wanless, 1988

- Huriini

- Admesturius Galiano, 1988
- Atelurius Simon, 1901
- Hisukattus Galiano, 1987
- Hurius Simon, 1901
- Maenola Simon, 1900
- Scoturius Simon, 1901
- Simonurius Galiano, 1988

- Hyetusini

- Agelista Simon, 1900
- Arachnomura Mello-Leitão, 1917
- Atomosphyrus Simon, 1902
- Bredana Gertsch, 1936
- Hyetussa Simon, 1902
- Tanybelus Simon, 1902
- Titanattus Peckham & Peckham, 1885

- Scopocirini

- Cylistella Simon, 1901
- Cyllodania Simon, 1902
- Gypogyna Simon, 1900
- Scopocira Simon, 1900
- Toloella Chickering, 1946

- Sitticini

- Aillutticus Galiano, 1987
- Attulus Simon, 1889
- Jollas Simon, 1901
- Pseudattulus Caporiacco, 1947
- Semiopyla Simon, 1901
- Sitticus Simon, 1901
- Yllenus Simon, 1868

- Thiodinini

- Banksetosa Chickering, 1946
- Carabella Chickering, 1946
- Ceriomura Simon, 1901
- Cotinusa Simon, 1900
- Monaga Chickering, 1946
- Parathiodina Bryant, 1943
- Thiodina Simon, 1900

## Ballinae
- Ballini

- Ballognatha Caporiacco, 1935
- Ballus C. L. Koch, 1850
- Baviola Simon, 1898
- Colaxes Simon, 1900
- Cynapes Simon, 1900
- Goleta Peckham & Peckham, 1894
- Marengo Peckham & Peckham, 1892
- Pachyballus Simon, 1900
- Padilla Peckham & Peckham, 1894
- Peplometus Simon, 1900
- Philates Simon, 1900
- Sadies Wanless, 1984

- Copocrossini

- Avarua Marples, 1955
- Copocrossa Simon, 1901
- Corambis Simon, 1901
- Ligdus Thorell, 1895
- Mantisatta Warburton, 1900

## Dendryphantinae
- Dendryphantini

- Anicius Chamberlin, 1925
- Ashtabula Peckham & Peckham, 1894
- Avitus Peckham & Peckham, 1896
- Bagheera Peckham & Peckham, 1896
- Beata Peckham & Peckham, 1895
- Bellota Peckham & Peckham, 1892
- Bryantella Chickering, 1946
- Cerionesta Simon, 1901
- Chirothecia Taczanowski, 1878
- Dendryphantes C. L. Koch, 1837
- Empanda Simon, 1903
- Eris C. L. Koch, 1846
- Gastromicans Mello-Leitão, 1917
- Ghelna Maddison, 1996
- Hentzia Marx, 1883
- Lurio Simon, 1901
- Macaroeris Wunderlich, 1992
- Mburuvicha Scioscia, 1993
- Metaphidippus F. O. P.-Cambridge, 1901
- Osericta Simon, 1901
- Paradamoetas Peckham & Peckham, 1885
- Paramarpissa F. O. P.-Cambridge, 1901
- Paraphidippus F. O. P.-Cambridge, 1901
- Parnaenus Peckham & Peckham, 1896
- Pelegrina Franganillo, 1930
- Phanias F. O. P.-Cambridge, 1901
- Phidippus C. L. Koch, 1846
- Sassacus Peckham & Peckham, 1895
- Sebastira Simon, 1901
- Selimus Peckham & Peckham, 1901
- Semora Peckham & Peckham, 1892
- Semorina Simon, 1901
- Terralonus Maddison, 1996
- Thammaca Simon, 1902
- Tulpius Peckham & Peckham, 1896
- Tutelina Simon, 1901
- Tuvaphantes Logunov, 1993

- Donaldiini

- Donaldius Chickering, 1946

- Rhenini

- Agassa Simon, 1901
- Alcmena C. L. Koch, 1846
- Homalattus White, 1841
- Napoca Simon, 1901
- Rhene Thorell, 1869
- Romitia Caporiacco, 1947
- Tacuna Peckham & Peckham, 1901
- Zeuxippus Thorell, 1891

- Rudrini

- Mabellina Chickering, 1946
- Nagaina Peckham & Peckham, 1896
- Poultonella Peckham & Peckham, 1909
- Pseudomaevia Rainbow, 1920
- Rudra Peckham & Peckham, 1885

- Zygoballini

- Messua Peckham & Peckham, 1896
- Rhetenor Simon, 1902
- Zygoballus Peckham & Peckham, 1885

## Euophryinae
- Amphidrausini

- Amphidraus Simon, 1900 (4 espècies, Brasil, Argentina, Bolivia)
- Nebridia Simon, 1902 (4 espècies, Veneçuela, Argentina, Espanyola)

- Athamini

- Athamas O. P.-Cambridge, 1877 (6 espècies, Oceania)

- Bellienini

- Agobardus Keyserling, 1885 (11 espècies, Índies de l'Oest)
- Antillattus Bryant, 1943 (2 espècies, Espanyola)
- Belliena Simon, 1902 (4 espècies, Veneçuela, Trinidad)
- Dinattus Bryant, 1943 (3 espècies, Espanyola)
- Mirandia Badcock, 1932 (1 espècie, Paraguay)

- Chalcoscirtini

- Chalcoscirtus Bertkau, 1880 (42 espècies, Euràsia, els EUA)
- Darwinneon Cutler, 1971 (1 espècie, Illes Galàpagos)
- Dolichoneon Caporiacco, 1935 (1 espècie, Karakorum)
- Neon Simon, 1876 (24 espècies, Amèricas, Euràsia, North Àfrica)
- Neonella Gertsch, 1936 (11 espècies, Amèricas)

- Coccorchestini

- Coccorchestes Thorell, 1881 (40 espècies, Nova Guinea, Austràlia, Nova Bretanya)
- Omoedus Thorell, 1881 (4 espècies, Nova Guinea, Moluccas, Fiji)
- Poecilorchestes Simon, 1901 (1 espècie, Nova Guinea)

- Cytaeini

- Ascyltus Karsch, 1878 (9 espècies, Illes del Pacífic, Queensland)
- Bathippus Thorell, 1892 (31 espècies, Australàsia)
- Canama Simon, 1903 (5 espècies, Borneo a Queensland)
- Cytaea Keyserling, 1882 (36 espècies, Burma a Austràlia)
- Euryattus Thorell, 1881 (8 espècies, Sri Lanka a Austràlia)
- Xenocytaea Berry, Beatty & Prószyński, 1998 (5 espècies, Fiji, Illes Carolines)

- Emathini

- Bindax Thorell, 1892 (1 espècie, Cèlebes, Illes Solomon)
- Emathis Simon, 1899 (10 espècies, Sumatra a les Filipines, Índies orientals)
- Gedea Simon, 1902 (5 espècies, Xina, Vietnam, Java)
- Lepidemathis Simon, 1903 (2 espècies, Filipines)
- Lophostica Simon, 1902 (1 espècie, Maurici, Reunion)
- Pristobaeus Simon, 1902 (1 espècie, Sulawesi)
- Pseudemathis Simon, 1902 (1 espècie, Maurici, Reunion)

- Euophryini

- Akela Peckham & Peckham, 1896 (3 espècies, Guatemala a Argentina, Pakistan)
- Anasaitis Bryant, 1950 (5 espècies, Índies orientals, USA)
- Asaphobelis Simon, 1902 (1 espècie, Brasil)
- Chalcotropis Simon, 1902 (9 espècies, Índia a les Filipines, Tonga)
- Chapoda Peckham & Peckham, 1896 (4 espècies, Guatemala a Brasil)
- Charippus Thorell, 1895 (1 espècie, Burma)
- Chinattus Logunov, 1999 (12 espècies, Iran a Vietnam, Nord Amèrica)
- Chloridusa Simon, 1902 (1 espècie, Perú, Brasil)
- Cobanus F. O. P.-Cambridge, 1900 (16 espècies, Mèxic a Veneçuela, Espanyola, Borneo)
- Colyttus Thorell, 1891 (2 espècies, Xina a Moluccas)
- Commoris Simon, 1902 (3 espècies, Índies orientals)
- CoryphÀsia Simon, 1902 (8 espècies, Brasil)
- Donoessus Simon, 1902 (2 espècies, Sumatra, Borneo)
- Ergane L. Koch, 1881 (4 espècies, Borneo a Illes Carolina, Austràlia)
- Euophrys C. L. Koch, 1834 (115 espècies, worldwide)
- Habrocestoides Prószyński, 1992 (6 espècies, Índia, Nepal)
- Habrocestum Simon, 1876 (41 espècies, Euràsia, Àfrica, Austràlia, Solomon Illes)
- Hypoblemum Peckham & Peckham, 1886 (2 espècies, Austràlia)
- Klamathia Peckham & Peckham, 1903 (1 espècie, Sud-àfrica)
- Lagnus L. Koch, 1879 (1 espècie, Fiji)
- Lakarobius Berry, Beatty & Prószyński, 1998 (1 espècie, Fiji)
- Lilliput Wesolowska & Russell-Smith, 2000 (3 espècies, Tanzània)
- Mexigonus Edwards, 2002 (4 espècies, USA, Mèxic)
- Mopiopia Simon, 1902 (3 espècies, Brasil)
- Muziris Simon, 1901 (7 espècies, Austràlia, Oceania)
- Naphrys Edwards, 2002 (4 espècies, Canada a Mèxic)
- Ocnotelus Simon, 1902 (3 espècies, Brasil, Argentina)
- Palpelius Simon, 1903 (11 espècies, Borneo a Austràlia, Nova Zelanda)
- † Parevophrys Petrunkevitch, 1942 (fossil, oligocene)
- Phaulostylus Simon, 1902 (4 espècies, Madagascar)
- Pignus Wesolowska, 2000 (2 espècies, Tanzània, Sud-àfrica)
- Pseudeuophrys Dahl, 1912
- Rhyphelia Simon, 1902
- Saitidops Simon, 1901
- Semnolius Simon, 1902
- Sidusa Peckham & Peckham, 1895
- Sigytes Simon, 1902
- Siloca Simon, 1902
- Talavera Peckham & Peckham, 1909
- Tariona Simon, 1902
- Thyenula Simon, 1902
- Tylogonus Simon, 1902
- Udvardya Prószyński, 1992

- Hermotimini

- Bokokius Roewer, 1942 (1 espècie, Bioko)
- Gorgasella Chickering, 1946 (1 espècie, Panamà)
- Hermotimus Simon, 1903 (1 espècie, West Àfrica)
- Tatari Berland, 1938 (1 espècie, Vanuatu)

- Laufeiini

- Laufeia Simon, 1889 (9 espècies, Xina al Japó a Java, Nova Zelanda)
- Pselcis Simon, 1903 (1 espècie, Filipines)

- Pensacolini

- Compsodecta Simon, 1903 (6 espècies, Amèrica Central, Índies orientals)
- Paradecta Bryant, 1950 (4 espècies, Jamàica)
- Pellolessertia Strand, 1929 (1 espècie, Àfrica Central)
- Pensacola Peckham & Peckham, 1885 (15 espècies, Amèrica Central i Sud)
- Pensacolops Bauab, 1983 (1 espècie, Brasil)

- Saitini

- Caribattus Bryant, 1950 (1 espècie, Jamàica)
- Ilargus Simon, 1901 (4 espècies, Brasil, Guyana, Veneçuela)
- Jotus L. Koch, 1881 (8 espècies, Austràlia, Nova Zelanda)
- Lauharulla Keyserling, 1883 (2 espècies, Tahití, Austràlia)
- Lycidas Karsch, 1878 (20 espècies, Austràlia, Xina)
- Maeota Simon, 1901 (1 espècie, Brasil)
- Maeotella Bryant, 1950 (1 espècie, Jamàica, Espanyola)
- Maratus Karsch, 1878 (6 espècies, Austràlia)
- Parajotus Peckham & Peckham, 1903 (3 espècies, Àfrica)
- Parasaitis Bryant, 1950 (1 espècie, Jamàica)
- Prostheclina Keyserling, 1882 (1 espècie, Est Austràlia)
- Saitis Simon, 1876 (30 espècies, per arreu)
- Saitissus Roewer, 1938 (1 espècie, Nova Guinea)
- Salpesia Simon, 1901 (5 espècies, Austràlia, Seychelles)

- Servaeini

- Servaea Simon, 1888 (6 espècies, Austràlia, Java)

- Spilargini

- Spilargis Simon, 1902 (1 espècie, Nova Guinea)
- Thorelliola Strand, 1942 (10 espècies, Malaísia a Nova Guinea, Hawaii)

- Thianiini

- Micalula Strand, 1932 (1 espècie, Panamà)
- Nicylla Thorell, 1890 (1 espècie, Sumatra)
- Thianella Strand, 1907 (1 espècie, Java)
- Thiania C. L. Koch, 1846 (17 espècies, Pakistan a les Filipines, Hawaii)
- Thianitara Simon, 1903 (1 espècie, Sumatra)

- Tritini

- Opisthoncana Strand, 1913 (1 espècie, Nova Ireland)
- Trite Simon, 1885 (18 espècies, Austràlia, Nova Zelanda, Oceania)

- Zenodorini

- Corythalia C. L. Koch, 1850 (73 espècies, USA a Argentina)
- Margaromma Keyserling, 1882 (12 espècies, Austràlia, Oceania, Camerun)
- Pseudocorythalia Caporiacco, 1938 (1 espècie, Guatemala)
- Pystira Simon, 1901 (5 espècies, Nova Guinea, Indonèsia, Pakistan)
- Stoidis Simon, 1901 (3 espècies, Illa Mona a Veneçuela)
- Zenodorus Peckham & Peckham, 1886 (23 espècies, Austràlia, Nova Guinea, Oceania)

## Hasariinae
- Hasariini

- Curubis Simon, 1902
- Echeclus Thorell, 1890
- Encymachus Simon, 1902
- Epidelaxia Simon, 1902
- Hasarius Simon, 1871
- Longarenus Simon, 1903
- Mantius Thorell, 1891
- Marma Simon, 1902
- Nannenus Simon, 1902
- Ogdenia Peckham & Peckham, 1908
- Panysinus Simon, 1901
- Phausina Simon, 1902
- Roeweriella Kratochvíl, 1932
- Tarne Simon, 1885
- Tusitala Peckham & Peckham, 1902
- Uxuma Simon, 1902
- Viroqua Peckham & Peckham, 1901

- Microhasariini

- Maileus Peckham & Peckham, 1907 (1 espècie, Borneo)
- Microhasarius Simon, 1902 (2 espècies, Borneo, Java)

## Heliophaninae
- Bacelarella Berli & Millot, 1941
- Carrhotus Thorell, 1891
- Ceglusa Thorell, 1895
- Chrysilla Thorell, 1887
- Cosmophasis Simon, 1901
- Echinussa Simon, 1901
- Epocilla Thorell, 1887
- Festucula Simon, 1901
- Hakka Berry & Prószyn'ski, 2001
- Helicius Zabka, 1981
- Heliophanillus Prószyn'ski, 1989
- Heliophanoides Prószyn'ski, 1992
- Heliophanus C. L. Koch, 1833
- Helvetia Peckham & Peckham, 1894
- Icius Simon, 1876
- Jaluiticola Roewer, 1944
- Maltecora Simon, 1910
- Marchena Peckham & Peckham, 1909
- Menemerus Simon, 1868
- Natta Karsch, 1879
- Orsima Simon, 1901
- Paraheliophanus Clark & Benoit, 1977
- Phintella Strand, 1906
- Pseudicius Simon, 1885
- Tasa Wesolowska, 1981
- Theriella Braul & Lise, 1996
- Yepoella Galiano, 1970

## Hispinae
- Bavia Simon, 1877
- Diplocanthopoda Abraham, 1925
- Hispo Simon, 1885
- Massagris Simon, 1900
- Orvilleus Chickering, 1946
- Piranthus Thorell, 1895
- Rogmocrypta Simon, 1900
- Stagetillus Simon, 1885
- Stenodeza Simon, 1900
- Tomocyrba Simon, 1900

## Lyssomaninae
- Asemonea O. P.-Cambridge, 1869
- Chinoscopus Simon, 1901
- Goleba Wanless, 1980
- Lyssomanes Hentz, 1845
- Macopaeus Simon, 1900
- Onomastus Simon, 1900
- Pachyonomastus Caporiacco, 1947
- Pandisus Simon, 1900

## Marpissinae
- Holoplatysini

- Holoplatys Simon, 1885
- Ocrisiona Simon, 1901
- Zebraplatys Zabka, 1992

- Itatini

- Admestina Peckham & Peckham, 1888
- Attidops Banks, 1905
- Itata Peckham & Peckham, 1894

- Maeviini

- Balmaceda Peckham & Peckham, 1894
- Fuentes Peckham & Peckham, 1894
- Maevia C. L. Koch, 1846
- Metacyrba F. O. P.-Cambridge, 1901

- Marpissini

- Abracadabrella Zabka, 1991
- Breda Peckham & Peckham, 1894
- Clynotis Simon, 1901
- Clynotoides Mello-Leitão, 1944
- Deloripa Simon, 1901
- Fritzia O. P.-Cambridge, 1879
- Hyctiota Strand, 1911
- Marpissa C. L. Koch, 1846
- Mendoza Peckham & Peckham, 1894
- Naubolus Simon, 1901
- Parkella Chickering, 1946
- Platycryptus Hill, 1979
- Psecas C. L. Koch, 1850

- Simaethini

- Heratemita Strand, 1932
- Iona Peckham & Peckham, 1886
- Irura Peckham & Peckham, 1901
- Ligurra Simon, 1903
- Opisthoncus L. Koch, 1880
- Phyaces Simon, 1902
- Porius Thorell, 1892
- Simaetha Thorell, 1881
- Simaethula Simon, 1902
- Stergusa Simon, 1889
- Stertinius Simon, 1890
- Uroballus Simon, 1902
- Vatovia Caporiacco, 1940

## Myrmarachninae
- Ligonipini

- Ligonipes Karsch, 1878 (8 espècies, Austràlia, Nova Guinea)
- Rhombonotus L. Koch, 1879 (1 espècie, Austràlia)

- Myrmarachnini

- Arachnotermes Mello-Leitão, 1928
- Belippo Simon, 1910
- Bocus Peckham & Peckham, 1892
- Damoetas Peckham & Peckham, 1886
- Myrmarachne MacLeay, 1839
- Panachraesta Simon, 1900

## Pelleninae
- Bianorini

- Bianor Peckham & Peckham, 1886
- Cembalea Wesolowska, 1993
- Microbianor Logunov, 2000
- Modunda Simon, 1901
- Neaetha Simon, 1884
- Sibianor Logunov, 2001

- Harmochirini

- Featheroides Peng i cols., 1994
- Harmochirus Simon, 1885
- Paraharmochirus Szombathy, 1915
- Vailimia Kammerer, 2006

- Pellenini

- Habronattus F. O. P.-Cambridge, 1901
- Havaika Prószyński, 2002 (12 espècies, Hawaii, Marqueses)
- Iranattus Prószyński, 1992
- Mogrus Simon, 1882
- Monomotapa Wesolowska, 2000
- Paraneaetha Denis, 1947
- Pellenes Simon, 1876

## Plexippinae
- Baryphini

- Polemus Simon, 1902
- Baryphas Simon, 1902

- Bythocrotini

- Bythocrotus Simon, 1903

- Hyllini

- Brancus Simon, 1902
- Diagondas Simon, 1902
- Evarcha Simon, 1902
- Gangus Simon, 1902
- Hyllus C. L. Koch, 1846 (72 espècies, Àfrica, Àsia, Austràlia)
- Pachypoessa Simon, 1902
- Philaeus Thorell, 1869

- Plexippini

- Afrobeata Caporiacco, 1941
- Alfenus Simon, 1902 (2 espècies, Àfrica Oest i Central)
- Anarrhotus Simon, 1902
- Artabrus Simon, 1902
- Burmattus Prószyński, 1992
- Dasycyptus Simon, 1902
- Dexippus Thorell, 1891
- Giuiria Strand, 1906 (1 espècie, Ethiopia)
- Luxuria Wesolowska, 1989 (2 espècies, Cap Verd)
- Malloneta Simon, 1902
- Pancorius Simon, 1902
- Paraplexippus Franganillo, 1930
- Penionomus Simon, 1903
- Pharacocerus Simon, 1902
- Plexippoides Prószyński, 1984
- Plexippus C. L. Koch, 1846
- Pochyta Simon, 1901
- Pseudamycus Simon, 1885 (10 espècies, Índia a Nova Guinea)
- Pseudoplexippus Caporiacco, 1947
- Ptocasius Simon, 1885
- Schenkelia Lessert, 1927
- Taivala Peckham & Peckham, 1907 (1 espècie, Borneo)
- Tamigalesus Zabka, 1988
- Telamonia Thorell, 1887
- Thiratoscirtus Simon, 1886
- Yaginumaella Prószyński, 1979
- Yogetor Wesolowska & Russell-Smith, 2000

- Sandalodini

- Mopsolodes Zabka, 1991
- Mopsus Karsch, 1878
- Sandalodes Keyserling, 1883

- Thyenini

- Thyene Simon, 1885
- Thyenillus Simon, 1910

- Viciriini

- Asaracus C. L. Koch, 1846
- Epeus Peckham & Peckham, 1886
- Erasinus Simon, 1899
- Poessa Simon, 1902
- Viciria Thorell, 1877

## Salticinae
- Salticus Latreille, 1804 (48 espècies, per tot arreu)

## Spartaeinae
- Cocalini

- Allococalodes Wanless, 1982
- Cocalus C. L. Koch, 1846
- Phaeacius Simon, 1900

- Cocalodini

- Cocalodes Pocock, 1897
- Sonoita Peckham & Peckham, 1903

- Codetini

- Gelotia Thorell, 1890

- Cyrbini

- Cyrba Simon, 1876
- Paracyrba Zabka & Kovac, 1996

- Holcolaetini

- Holcolaetis Simon, 1885

- Spartaeini

- Araneotanna Özdikmen & Kury, 2006 (reemplaçat per Tanna Berland, 1938)
- Brettus Thorell, 1895
- † Cenattus Petrunkevitch, 1942 (fòssil, oligocè)
- † Eolinus Petrunkevitch, 1942 (fòssil, oligocè)
- Lapsias Simon, 1900
- Meleon Wanless, 1984
- Mintonia Wanless, 1984
- Neobrettus Wanless, 1984
- † Paralinus Petrunkevitch, 1942 (fòssil, oligocè)
- Portia Karsch, 1878
- Sparbambus Zhang, Woon & Li, 2006
- Spartaeus Thorell, 1891
- Taraxella Wanless, 1984
- Veissella Wanless, 1984
- Wanlessia Wijesinghe, 1992
- Yaginumanis Wanless, 1984

## Synagelinae
- Augustaeini

- Augustaea Szombathy, 1915

- Leptorchestini

- Araegeus Simon, 1901
- Depreissia Lessert, 1942
- Enoplomischus Giltay, 1931
- Kima Peckham & Peckham, 1902
- Leptorchestes Thorell, 1870
- Quekettia Peckham & Peckham, 1902
- Sarindoides Mello-Leitão, 1922

- Peckhamiini

- Consingis Simon, 1900
- Peckhamia Simon, 1901
- Uluella Chickering, 1946

- Synagelini

- Allodecta Bryant, 1950
- Cheliferoides F. O. P.-Cambridge, 1901
- Descanso Peckham & Peckham, 1892
- Mexcala Peckham & Peckham, 1902
- Paradescanso Vellard, 1924
- Pseudopartona Caporiacco, 1954
- Pseudosynagelides Zabka, 1991
- Synageles Simon, 1876
- Synagelides Strand, 1906

## Synemosyninae
- SarÍndini

- Erica Peckham & Peckham, 1892
- Martella Peckham & Peckham, 1892
- Parafluda Chickering, 1946
- Sarinda Peckham & Peckham, 1892

- Sobasini

- Fluda Peckham & Peckham, 1892
- Pseudofluda Mello-Leitão, 1928
- Sobasina Simon, 1898

- Synemosynini

- Corcovetella Galiano, 1975
- Synemosyna Hentz, 1846

- Zunigini

- Proctonemesia Bauab & Soares, 1978
- Simprulla Simon, 1901
- Zuniga Peckham & Peckham, 1892

## incertae sedis
- Afromarengo Benjamin, 2004
- Amatorculus Ruiz & Brescovit, 2005
- Anokopsis Bauab & Soares, 1980
- † Attoides Brongniart, 1901 (fòssil, oligocè)
- Bulolia Zabka, 1996
- Capeta Ruiz & Brescovit, 2005
- Cavillator Wesolowska, 2000
- Cheliceroides Zabka, 1985
- Eburneana Wesolowska & Szüts, 2001
- † Eoattopsis Petrunkevitch, 1955 (fòssil)
- Eupoa Zabka, 1985
- † Eyukselus Özdikmen, 2007 (renamed from Propetes Menge, 1854[1]) (fòssil, oligocè)
- Galianora Maddison, 2006
- Gambaquezonia Barrion & Litsinger, 1995
- Gavarilla Ruiz & Brescovit, 2006
- Ghumattus Prószyński, 1992
- † Gorgopsina Petrunkevitch, 1955 (fòssil)
- Gramenca Rollard & Wesolowska, 2002
- Grayenulla Zabka, 1992
- Haplopsecas Caporiacco, 1955
- Hasarina Schenkel, 1963
- Hindumanes Logunov, 2004
- Hinewaia Zabka & Pollard, 2002
- Huntiglennia Zabka & Gray, 2004
- Imperceptus Prószyński, 1992
- Indomarengo Benjamin, 2004
- Jajpurattus Prószyński, 1992
- Judalana Rix, 1999
- Lamottella Rollard & Wesolowska, 2002
- Langerra Zabka, 1985
- Lechia Zabka, 1985
- Leikung Benjamin, 2004
- Madhyattus Prószyński, 1992
- Magyarus Zabka, 1985
- Mashonarus Wesolowska & Cumming, 2002
- Meata Zabka, 1985
- Mikrus Wesolowska, 2001
- Necatia Özdikmen, 2007
- Nimbarus Rollard & Wesolowska, 2002
- Nosferattus Ruiz & Brescovit, 2005
- Nungia Zabka, 1985
- Ohilimia Strand, 1911
- Orissania Prószyński, 1992
- Paraphilaeus Zabka, 2003
- Paraplatoides Zabka, 1992
- Platypsecas Caporiacco, 1955
- Rishaschia Makhan, 2006
- Saraina Wanless & Clark, 1975 (1 espècie, Oest d'Àfrica)
- Similaria Prószyński, 1992
- † Steneattus Bronn, 1856 (fòssil, oligocè)
- Stichius Thorell, 1890
- Thrandina Maddison, 2006
- Toticoryx Rollard & Wesolowska, 2002
- Udalmella Galiano, 1994
- Ugandinella Wesolowska, 2006
- Xuriella Wesolowska & Russell-Smith, 2000
- Yacuitella Galiano, 1999